# Vitkovics Mihály

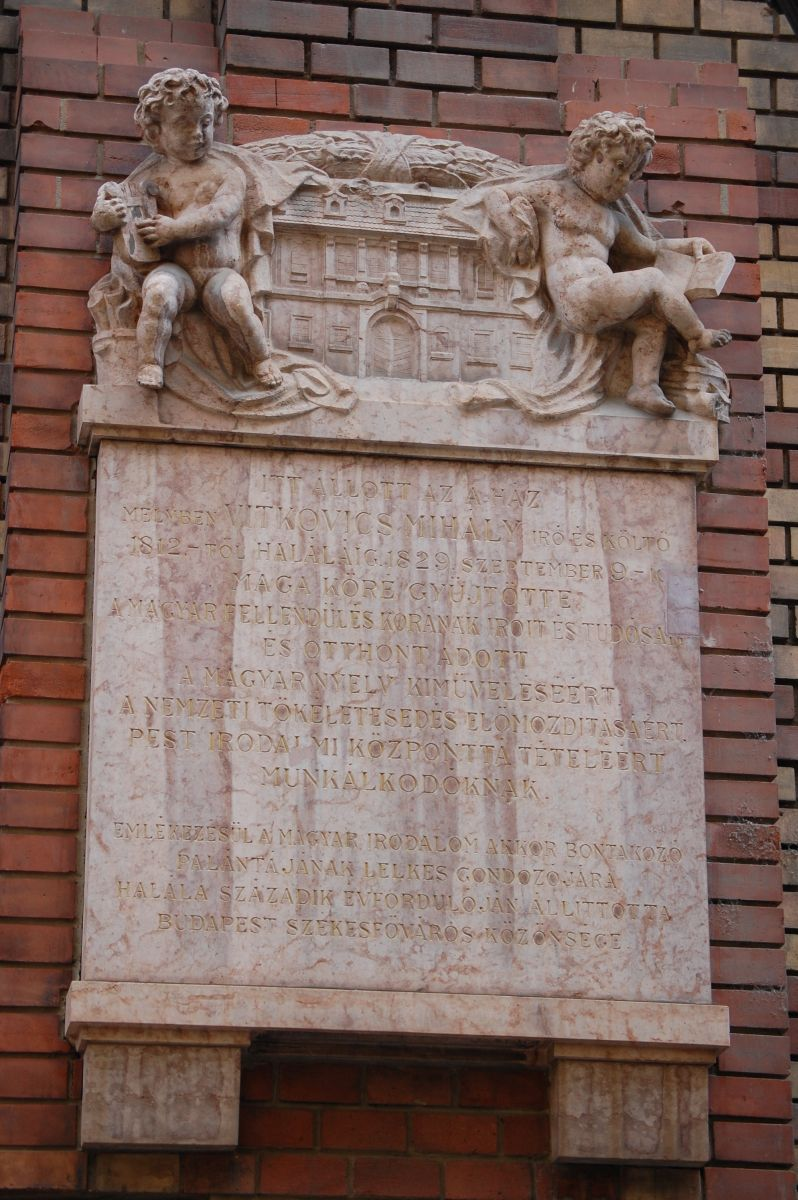
Vitkovics Mihály emléktábla, Veres Pálné utca 36., Budapest

Vitkovics Mihály (szerbül: Михаило Витковић), (Eger, 1778. augusztus 25. – Pest, 1829. szeptember 9.), magyarországi szerb költő, műfordító.

## Élete
Vitkovics Mihály ősei a hercegovinai Trebinje mellől származnak, akik a török elől Magyarországra menekültek. Apja Vitkovics Péter (Petar Vitković) szerb ortodox espereslelkész, anyja Glisics Mária (Marija Glišić) volt. Egerben töltötte gyermek- és tanulókorát; 1791-től 98-ig ugyanott végezte gimnáziumi tanulmányait, csak a retorika egy évét (1795–96) tanulta Budán). Jogi tanulmányainak első évét Pesten, a másodikat Egerben végezte; azután ismét Pestre ment törvénygyakorlatra, s 1805-ben letette az ügyvédi vizsgát. 1800 körül beleszeretett egy Bernáth Lidi nevű egri leányba, akit – míg ő távol volt –, máshoz erőltettek. Ezt a csalódását még később is fájlalta. Atyja 1803-ban budai plébános lett, s ő szüleinél a tabáni szerb parókián, a rácvárosi templom mellett lakott.
Már deák-korában sokat olvasott és írogatott. Pesten megismerkedett Virág Benedekkel, Horvát Istvánnal, Szemere Pállal, Révai Miklóssal. 1807-ben részt vett az országgyűlésen mint ifj. gróf Zichy Ferenc küldöttje. A színészet iránt is melegen érdeklődött, s maga is írt és fordított színműveket. A „Megengesztelés” c. fordítása (francia eredeti után írta Weissenthurn Johanna) 1809. április 26-án színre is került; több fordítását nem adták elő, nyomtatásban se jelent meg. Két darabot szerbre is lefordított; ezeket halála után kiadta a szerb Matica. Két eredeti darabja: „II. Rákóczi Ferencz Rodostóban”, amelyet Mikes Kelemen leveleiből írt, és a „Mars Vénussal Murány alatt” csak Toldy Ferenc följegyzéseiből ismeretesek.
Kazinczy Ferenccel 1808-ban ismerkedett meg személyesen. Ő alapította Horvát Istvánnal és Szemerével „Kazinczy pesti triászát”, amely saját szavai szerint célul tűzte ki „Kazinczynak irányát a fővárosban képviselni, a közrehatását támogatni”. Kazinczyval sűrű levelezést folytatott (1808. szeptember 19-től 1824. május 30-ig 52 levelét közli a „Kazinczy Ferencz Levelezése” c. gyűjtemény). Kazinczy 1811-ben hozzá intézte híres episztoláját, mely a „Tövisek és Virágok”-kal együtt megindította a nyelvújítási harcot. 1815-ben Szpomen Milice ('Milica emlékezete') címen lefordította Kármán Fanni hagyományait szerbre, majd 1816-ban saját eredeti műveként adta ki.
Vitkovics a főváros legkeresettebb ügyvédjévé lett; Deák Ferenc is nála jurátuskodott. Miután feleségül vette Manoli Popovics Theodorát (Teodora Popović Manoli), Szerb utcai háza az írók állandó gyülekezőhelye lett, ahol a komoly irodalmi vitákat és tanácskozásokat rendesen vidám lakomák fejezték be. Kellemes modoráért, elmésségéért, áldozatkészségéért mindenki szerette. A magyar könyvek kiadása és terjesztése körül fáradhatatlan tevékenységet fejtett ki. Felekezetének is buzgó támasza volt egész életében. 1828-ban részt vett az Magyar Tudományos Akadémia szervező bizottságának ülésein, de akadémiai tagságát nem érhette meg. Meghalt 1829. szeptember 9-én, Pesten vízibetegségben. Sírja a régi ferencvárosi temetőben volt.
Vitkovics Mihályt szoros barátság fűzte Lukijan Mušickihoz a szerémségi Šišatovac monostor archimandritájához, aki maga is szerb klasszicista verseket írt.

## Művei
Költeményei jelentek meg az Erdélyi Múzeumban (1814–15.) és az Athenaeumban (1841. II.); cikkei a Tudományos Gyűjteményben (1817. VIII. Az óhitű magyar nőkről), XII. Hazafiui elmélkedés, 1819. «A rácz nyelvről», Szerbia állapotjának rövid ismertetése, a czenzura által betiltva, 1821. XI. A magyar könyvek terjesztéséről); a Magyar Dámák Kalendáriumában 1815-re Pozsonyban (két darab eredeti mese); a Szépliteraturai Ajándékban (1821); az Aurórában, (1882–32); a Koszorúban (1828); a Hebeben (1825–26); a Felső Magyarországi Minervában (1827. IV.).
- Halotti vers, mellyet boldog emlékezetű báró Orczi József ő Nagyságának Karátson havának 14. napján 1804. eszt. Gyöngyösön történt halálára hazafiúi tisztelettel írt. Buda
- Örömversek azon gyászos hír után, melly a nagyérdemű s főtiszt. Paintner Mihály rátóti prépost úrnak halálát hazudta, mikor a győri kerületben az oskoláknak királyi főigazgatójokká neveztetett. Révai Miklós úrnak vigasztalásul írták három igaz tisztviselőji, Pest, 1805. (Horvát István és Ferentzi Jánossal)
- Magyar dal, mellyel a prédikátorok rendén levő nagy érdemű Horváth Eusebius urat, midőn Egerből eljötte után a budai főgymnasiumban tanítóvá választatott, hálaadásul megtisztelte volt tanítványa. 1806. Buda
- T. T. Senkviczi Kovachich Márton urhoz, midőn megboldogult hitvesének Hajóssy Johannának képét rézre metszette, tiszteletül írta. Uo. 1806 (költemény)
- Ad Hungaros veteri gentis more arma parantes Pestini, 1809 (latin és magyar költemény)
- Egy magyar nemes felkelőnek bútsú dala az ő mátkájátul. Május 1-sőjén 1809. Uo.
- Vitkovits Mihály meséji és versei. Uo. 1817
- Fő Tiszt. Fejér György prépost úrnak a győri tudománykerület főigazgatójának tiszteletére. Bécs, 1818 (költemény)
- Méltóságos Székhelyi Majláth György ő cs. k. Felségének az ítélőszékekben személyes helytartója sat. halálára. Pest, 1821
- T. Pilis Szántói Jurkovits Mátyás úrnak, Temes vármegye tábla birájának Pilis Szántón Julius 12. 1825. lett beiktatására. Uo. (Költ.)
- Mélt. Vajai Vay Ábrahám urhoz, midőn Borsod vármegyében április 26. 1825. első alispánná választatott, barátságos tiszteletből. Uo. 1825. (Költ.)
- Méltgs Báró Wenckheim urhoz, T. Arad vármegyei főispányi hivatalba junius 27-ikén 1825. lett beiktatásakor hálaadó tiszteletül. Uo. (Költ.)
- Vitkovits Mihály művei. Kiadja Szvorényi József. Budapest, 1879. Három kötet (I. Költemények. II. Prózai művei. III. Válogatott levelek. Nemzeti Könyvtár V. VI., VIII.)
- A kunsági utazás. Saját gyűjteményéből közzétette Széll Farkas. Uo. 1887

Levele Guzmicshoz Pest, 1824. június 5. (Irodalomtörténeti Közlemények, 1900)

## Modern kiadás
- Vitkovics Mihály magyar és szerb írásai Vujicsics D. Sztoján gondozásában. Budapest/Novi Sad, 1978
- Vitkovics Mihály válogatott művei. Válogatta és sajtó alá rendezte, a bevezető tanulmányt és a jegyzeteket írta Lőkös István. Budapest, 1980